# Щурик галапагоський
Щурик галапагоський (Progne modesta) — вид горобцеподібних птахів родини ластівкових (Hirundinidae). Ендемік Галапагоських островів.

## Поширення
Поширений на центральних і південних островах Галапагоського архіпелагу (Еквадор). Його природними середовищами існування є субтропічні або тропічні сухі чагарники, субтропічні або тропічні сезонно вологі або затоплені низинні луки, пасовища та сильно деградовані колишні ліси. Загальна популяція виду, ймовірно, нараховує менше 1000 птахів і, швидше за все, менше 500 особин.

## Спосіб життя
Цей вид часто трапляється парами або невеликими зграями в районах з лісами, особливо в піднесених частинах гір островів, до висоти 970 метрів над рівнем моря. У минулому він також мешкав у прибережних лагунах із мангровими заростями в низовинах і навіть в околицях урбанізованих районів острова Ізабела, однак він перестав відвідувати низькі райони, і його можна побачити лише час від часу лише в місцях з особливими характеристиками, наприклад, на крутих морських скелях.
Харчується комахами, яких ловить на польоті. Сезон розмноження припадає на період з серпня по березень. Гніздиться в дуплах і ущелинах. У гніздо, вистелене пір'ям, відкладає 2-3 білих яйця.